# گالاکتوس
گالاکتوس (به انگلیسی: Galactus) یک شخصیت خیالی در کتاب‌های کامیک منتشر شده توسط مارول کامیکس است. گالاکتوس که در دنیای مارول به «بلعنده جهان‌ها» شهرت دارد سابقاً فردی فانی (انسان‌نما) به‌شمار می‌رفت، و یک نهاد کیهانی بود که با حمله به سیارات دیگر و تغذیه از آن‌ها انرژی حیات را برای ادامه زندگی حفظ می‌کرد. گالاکتوس میلیاردها سال پیش در سیاره‌ای به نام «تا» متولد شد و تنها بازمانده این سیاره محسوب می‌شد که حتی قبل از بیگ‌بنگ وجود داشت. این شخصیت توسط نویسنده استن لی و طراح جک کربی خلق شده‌است که برای اولین بار در مجموعه چهار شگفت‌انگیز شماره ۴۴ام (مارس ۱۹۶۶) معرفی شد. او که اغلب با منادی‌های خود (مانند موج‌سوار نقره‌ای) همراه می‌شود، هم به عنوان هماورد و هم قهرمان در نقش‌های اصلی و مکمل ظاهر شده‌است.
از این شخصیت در دیگر محصولات شرکت مارول چون بازی‌های آرکید، بازی کامپیوتری، مجسمه، کارت بازی، سریال تلویزیونی کارتونی و فیلم سینمایی چهار شگفت‌انگیز: قیام موج‌سوار نقره‌ای (سال ۲۰۰۷) و چهارشگفت انگیز گام نخست  (۲۰۲۵) استفاده شده‌است.
در سال ۲۰۰۹، گالاکتوس رتبهٔ پنجم را در لیست "صد تبهکار برتر کتاب‌های کامیک" سایت آی‌جی‌ان به‌دست آورد.

## زندگی نامه
گالاکتوس یک خدای  کیهانی میلیارد ها ساله است که قبلا یک انسان فانی قبل ایجاد این جهان ودر زمان گینوکاپ بوده ولی در بینگ بنگ شخصیت ابدیت یک نهاد کیهانی قدرتمند او را تبدیل به یک خدای کیهانی می کند ولی گالاکتوس به دلیل کم اوردن انرژی تصمیم میگرد سیارات را ببلعد واز این رو به او بلعنده دنیاها می‌گویند او سیارات فروانی بلعید و انرژی خود را بازیافت نموده است ولی هرگز نمی‌تواند انرژی خودش را کامل کند پس به این علت مجبور است سیارات را ببلعد.